# Белых, Сергей Константинович
Серге́й Константи́нович Белы́х (род. 1966, с. Зура, Удмуртская АССР) — российский историк и лингвист, этнолог, преподаватель. Исследует проблемы этнической истории Урало-Поволжья. Особенное внимание уделяет проблеме распада прапермской этноязыковой общности, а также этнокультурным связям удмуртов.
Кандидат исторических наук (1998), доцент (2008). С 2002 года работает на кафедре истории и политологии Института социальных коммуникаций УдГУ.

## Публикации
- Библиография за 1992—2009 годы, в авторской редакции

### Диссертации
- Пермские истоки этногенеза удмуртского народа (проблема распада прапермской общности). Дисс. … канд. ист. наук. Ижевск, 1998.

### Монографии
- История народов Волго-Уральского региона. Учебное пособие по курсу «Этническая история Волго-Уральского региона». Ижевск, 2006. 129 с.
- Проблема распада прапермской языковой общности. Ижевск, 2009. 150 с.